# República Kurda de Lachín
República Kurda de Lachín (en azerí: Laçın Kürd Respublikası/Лачын Күрд Республикасы, en kurdo: Komâra Laçîn Kurdî), un estado no reconocido fundado por las fuerzas armenias el 20 de mayo de 1992 bajo el liderazgo de Vekil Mustafayev en el territorio de Raión de Lachín con el objetivo de legalizar la ocupación del Corredor de Lachín . Durante la ocupación de Lachín, los kurdos, al igual que los turcos azerbaiyanos, fueron expulsados de la región, por lo que la llamada república fue destruida el 22 de mayo.

## Historia
Con la ocupación de Shusha el 9 de mayo de 1992, la tensión política interna en Azerbaiyán alcanzó su nivel más alto. El 14 de mayo, en la reunión extraordinaria del Consejo Nacional del Soviet Supremo de Azerbaiyán, Ayaz Mutallibov anunció que Shusha y Jóyali fueron ocupadas debido a errores políticos. El mismo día, el presidente de Azerbaiyán fue reelegido, pero solo duró un día. El Frente Popular de Azerbaiyán vio el regreso de Mutallibov como un golpe e instó a la gente a protestar contra él. Mutallibov fue destituido del poder el 15 de mayo. El 16 de mayo, la situación en Azerbaiyán quedó bajo el control del Frente Popular. El Consejo Nacional del Soviet Supremo de Azerbaiyán aceptó la renuncia de Yagub Mammadov. El 18 de mayo, Isa Gambar asumió los poderes de jefe de Estado hasta la elección presidencial.
El 18 de mayo de 1992, las fuerzas armenias lanzaron un ataque para apoderarse de la ciudad de Lachín. Este ataque tenía como objetivo tomar el control del Corredor de Lachín que conecta la ciudad de Goris, ubicada en la frontera de Sunik en el sur de Armenia, con la capital regional de Alto Karabaj, Khankendi. Otra carretera principal que conectaba Nagorno-Karabaj con Armenia pasaba por la cordillera de Murov. La propia ciudad de Lachín estaba mal protegida y las últimas tropas azerbaiyanas abandonaron Lachín el 16 de mayo. Según Rahim Gaziyev, quien era el Ministro de Defensa de Azerbaiyán en ese momento, había 7 unidades BM-21 Grad y muchas municiones en Lachín, pero las fuerzas armenias no fueron atacadas y no hubo combate en Lachín. Samvel Babayan había insistido en que no se planearon operaciones de combate para Lachín. Según él, los azerbaiyanos entraron en pánico después de la ocupación de Shusha y los soldados azerbaiyanos en Lachín solo intentaban apoderarse de las tierras altas estratégicas para que la gente pudiera abandonar la región. Como resultado, el 19 de mayo, las fuerzas armenias ocuparon la ciudad de Lachín y la destruyeron. Había aproximadamente 7.800 residentes de origen azerí y kurdo viviendo en la ciudad. Según Gerard Libaridian, la comunidad internacional quedó conmocionada por la invasión de Lachín.

### Creación y caída
Las autoridades armenias intentaban demostrar que no solo la minoría armenia sino también la minoría kurda luchaban por la independencia de Azerbaiyán utilizando el factor kurdo para legitimar la ocupación de Lachín. El 20 de mayo de 1992, proclamaron el establecimiento de la República Kurda de Lachín, junto con unos 60 kurdos que permanecieron allí. Este grupo kurdo tenía como objetivo establecer una autonomía kurda que cubriera las regiones de Lachín, Gubadli y Kalbayar . Si bien Vekil Mustafayev, quien trabajó como agente de la KGB en Kazajistán durante el período de la URSS, fue elegido primer ministro de esta república, también se anunciaron los nombres de algunos miembros de su gabinete. Por ejemplo, se anunció a Karlan e Chachani como ministro de Cultura, Emerik e Serdar como ministro de Información y Sherefe Eshiryan como vice primer ministro. Al anunciar el establecimiento de la República Kurda de Lachín, este grupo agitó la bandera de Kurdistán en la ciudad de Lachín.
La razón principal de esto fue la ausencia de apoyo étnico a la república en la región. Durante la ocupación de Lachín, los kurdos, al igual que los azeríes, fueron expulsados de la región. Este factor se vio no solo en Azerbaiyán sino también en la protesta de las diásporas kurdas que viven en el extranjero. Además, el establecimiento de tal república estaba en conflicto con los intereses de los líderes del estado nacionalista armenio. Al establecer un estado kurdo en la región, las autoridades armenias violaron el argumento principal de los armenios en la primera guerra del Alto Karabaj, que "Karabaj pertenecía históricamente a Armenia".